# Marek Morvai-Javorský
Marek Morvai-Javorský (* 18. června 1986 Bratislava) je bývalý český a slovenský dětský herec.

## Biografie
Narodil se 18. června 1986 v Bratislavě. Nejdříve začal hrát v bratislavské televizi. Začínal v magazínu pro děti Od Kuka do Kuka. Poté přesídlil do Ostravy a tam jako osmiletý chlapec uváděl magazín České televize pro děti Klubíčko. Zde ho také objevil režisér Jan Hřebejk do seriálu České televize Kde padají hvězdy, kde si zahrál roli nešťastného „záporáka“ Foxla. Když se zde osvědčil, Jan Hřebejk ho dále obsadil do filmu Pelíšky, v němž si 12letý Marek zahrál syna Evy Holubové Péťu.
U filmu se setkali s Janem Hřebejkem ještě jednou, v televizních Bakalářích. Poté hrál Morvai-Javorský ještě v několika pohádkách Slovenské televize, např. Lízankové kráľovstvo, O Dúhenke. V dospělém věku již nehraje a věnuje se fotografování.

## Filmografie
- Kde padají hvězdy (1996)
- Pelíšky (1999)